# Thiago Neves
Thiago Neves Augusto (Curitiba, 27 februari 1985) is een Braziliaanse voetballer.

## Carrière
Thiago Neves speelde tussen 2005 en 2009 voor Paraná, Vegalta Sendai, Fluminense en Hamburger SV. In 2009 kwam Neves voor het eerst uit voor een club in de UAE competitie. Hamburger SV verkocht de middenvelder in juli 2009 aan Al-Hilal waar hij tot 2012 actief was. In januari 2012 tekende hij een contract bij zijn oude club Fluminense, echter keerde hij na 1,5 jaar weer terug bij Al-Hilal. In juli 2015 werd de transfer met rivaal Al-Jazira Club afgerond voor 11 miljoen euro, waar hij op dit moment actief is.
Thiago Neves werd in zijn gehele carrière in totaal 4 keer verhuurd.

## Braziliaans voetbalelftal
Thiago Neves debuteerde in 2008 in het Braziliaans nationaal elftal en speelde 7 interlands.

## Erelijst
- Landstitel met Al-Hilal

2010
2014
- Bola de Ouro

2007 als speler van Fluminense
- Série A met Fluminense

2012